# خوزه کارلوس گرانرو
خوزه کارلوس گرانرو (انگلیسی: José Carlos Granero؛ زادهٔ ۲۷ مهٔ ۱۹۶۳) بازیکن فوتبال اهل اسپانیا است.
از باشگاه‌هایی که در آن بازی کرده‌است می‌توان به باشگاه فوتبال رکریتیوو اوئلوا و باشگاه فوتبال والنسیا اشاره کرد.